# Novus Ordo Seclorum

Az USA nagypecsétjének hátoldala

A Novus Ordo Seclorum latin kifejezés [magyarul: A korszak új rendje; angolul: a new order of the ages (is born)] az Amerikai Egyesült Államok nagypecsétjének hátoldalán jelenik meg, annak 1782-es első tervezetén. 1935 óta nyomtatják az USA egydolláros bankjegyének hátoldalára. A kifejezés a Yale School of Management, Yale University's business school címerén is megjelenik. A kifejezést gyakran fordítják az „Új Világrend” formában.